# Округ Пони (Канзас)
Округ Пони (енгл. Pawnee County) је округ у америчкој савезној држави Канзас. По попису из 2010. године број становника је 6.973. Седиште округа је град Ларнед.

## Демографија
Према попису становништва из 2010. у округу је живело 6.973 становника, што је 260 (3,6%) становника мање него 2000. године.
| Група             | 2000.         | 2010.         |
| Белци             | 6.423 (88,8%) | 6.018 (86,3%) |
| Афроамериканци    | 362 (5,0%)    | 325 (4,7%)    |
| Азијати           | 41 (0,6%)     | 32 (0,5%)     |
| Хиспаноамериканци | 301 (4,2%)    | 461 (6,6%)    |
| Укупно            | 7.233         | 6.973         |